# Pa negre
Pa negre è un film del 2010 diretto da Agustí Villaronga e tratto dall'omonimo romanzo di Emili Teixidor con aggiunte di altri suoi testi come Retrat d'un assassí d'ocells e Sic transit Gloria Swanson.

## Distribuzione
Proiettato in anteprima il 21 settembre 2010 al Festival internazionale del cinema di San Sebastián, il film ha vinto tredici Premi Gaudí, nove Premi Goya, incluso quello per il miglior film, miglior regista e migliore sceneggiatura non originale. Venne selezionato come miglior film straniero per la Spagna ai Premi Oscar 2012 diventando il primo film in lingua catalana a farlo.

## Accoglienza
Girato con un budget stimato di 4.000.000 di euro, il film ha incassato ai botteghini solamente 1.100.000 euro

## Riconoscimenti
- 2010 - Festival internazionale del cinema di San Sebastián[8]
  - Migliore attrice a Nora Navas
  - Nomination Miglior film
- 2011 - ASECAN Award
  - Nomination Miglior film spagnolo
- 2011 - Cinema Writers Circle Awards
  - Nomination Miglior attrice non protagonista a Laia Marull
  - Nomination Migliore sceneggiatura adattata
- 2011 - CPH PIX
  - Nomination Politiken's Audience Award
- 2011 - Fotogrammi d'argento
  - Miglior film spagnolo
- 2011 - Premio Gaudí[2][9]
  - Migliore sceneggiatura
  - Migliori costumi
  - Miglior scenografia
  - Migliore colonna sonora
  - Migliore fotografia
  - Miglior regista
  - Miglior trucco e acconciatura
  - Miglior attore non protagonista a Roger Casamajor
  - Migliore attrice protagonista a Nora Navas
  - Migliore attrice non protagonista a Marina Comas
  - Miglior produzione
  - Miglior suono
  - Miglior film in lingua catalana
  - Nomination Miglior attore protagonista a Francesc Colomer
- 2011 - Premio Goya
  - Miglior regista
  - Migliore attrice protagonista a Nora Navas
  - Migliore attrice non protagonista a Laia Marull
  - Miglior attore rivelazione a Francesc Colomer
  - Migliore attrice rivelazione a Marina Comas
  - Migliore sceneggiatura non originale
  - Miglior film
  - Miglior fotografia
  - Miglior scenografia
  - Nomination Miglior attore non protagonista a Sergi López
  - Nomination Miglior sonoro
  - Nomination Miglior trucco e acconciatura
  - Nomination Miglior produzione
  - Nomination Migliori costumi
- 2011 - José María Forqué Awards
  - Migliore attrice a Nora Navas
  - Nomination Migliore fotografia
- 2011 - Nantes Spanish Film Festival
  - Jules Verne Award
- 2011 - Sant Jordi Awards[10]
  -  Rosa de Sant Jordi Audience Award al Miglior film spagnolo
- 2011 - Terenci Moix International Award
  - Miglior film
- 2011 - Turia Awards
  - Audience Award al Miglior film spagnolo
  -  Turia Award al Miglior film spagnolo
- 2012 - Premio Ariel[11]
  - Miglior film iberoamericano